# Иванковецкий
Иванковецкий — упразднённый посёлок Аксаковской волости Белебеевского уезда Уфимской губернии России. Входил в Максютовский сельсовет Белебеевского района БАССР.

## История
В 1920 году входил в состав Аксаковской (бывшей Надеждинской) волости.
14 июня 1922 года Уфимская губерния была упразднена, территория Белебеевского уезда вошла в состав Белебеевского кантона Башкирской АССР.
По переписи 1939 года входил в Максютовский сельсовет.
После Великой Отечественной населённый пункт Иванковецкий не обнаруживается.

## Население
По справочнику подворной переписи крестьянских хозяйств Белебеевского уезда 1914 года проживали малоруссы, переселенцы-собственники, 12 дворов с населением 71 человек, из них 34 мужчины и 37 женщин.
Перепись 1920 года показала, что проживали русские, число жителей 147, из них 71 мужчин и 76 женщин в 28 домохозяйствах (ЦГИА РБ. Ф. Р-473. Оп. 1. Д. 638).
По переписи 1939 года в посёлке 95 жителей, из них 49 мужчин, 46 женщин (Населенные пункты Башкортостана, 2018, С.111).

## Инфраструктура
Основа экономики — земледелие.
В 1914 году подворная перепись крестьянских хозяйств показала наличие 12 хозяйств, в том числе с землепользованием 5-10 десятин −10; 20-30 десятин −2. Общее количество скота на всё селение: 13 голов. Распределение хозяйств по лошадям: безлошадных — 6; с 1 рабочей лошадью −6. Распределение хозяйств по коровам: без коров — 8; с 1 коровой — 4. Распределение хозяйств по скотине в целом: без всякого скота — 6; с одним мелким скотом — 0; с одним крупным скотом — 5; с крупным и мелким скотом −1.
На 1926 год — 14 дворов.